# Palacio Apostólico
El Palacio Apostólico es la residencia oficial del papa en la Ciudad del Vaticano.
El palacio es un complejo de edificios, que comprenden los Apartamentos Papales, las oficinas de gobierno de la Iglesia católica, varias capillas, los Museos Vaticanos y la Biblioteca Vaticana. En total existen aproximadamente 1000 habitaciones, incluyendo la célebre Capilla Sixtina con los frescos de Miguel Ángel (restaurados entre 1980-1990), los Apartamentos Borgia y las Estancias de Rafael.

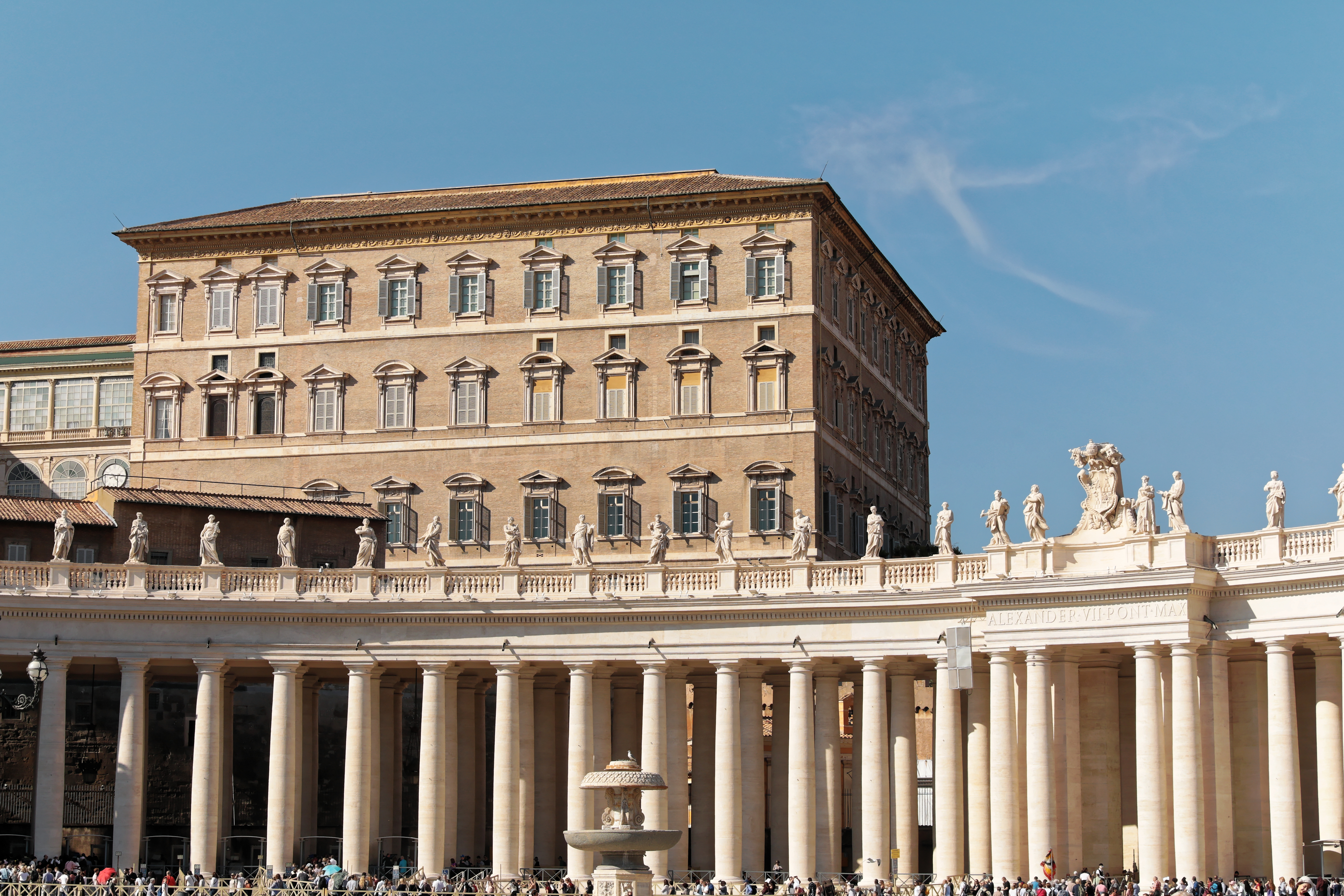
Vista a través de plaza de San Pedro al Palacio Apostólico.

Las otras residencias papales están en el Palacio de Letrán y en el Palacio de Castel Gandolfo, esta última fuera de Roma.
Antes de 1871, el Palacio del Quirinal era la residencia oficial del papa en Roma. Con el fin de los Estados Pontificios en 1870, el rey de Italia confiscó ese palacio en 1871, haciendo de él su residencia oficial; después de la abolición de la monarquía italiana en 1946, ha sido utilizado por el presidente de la República Italiana.
Desde su elección hasta su muerte, el papa Francisco no residió aquí, sino en la Casa de Santa Marta, para buscar una «forma simple de vivir y la convivencia con otros sacerdotes». Pero el Palacio Apostólico continuó siendo utilizado por Francisco para audiencias y para el rezo del Ángelus. El papa León XIV espera residir en el palacio, retomando la tradición 